# Venus (Románia)
Venus falu Constanța megyében, Dobrudzsában, Romániában. Közigazgatásilag Mangalia városához tartozik.

## Fekvése
A település az ország délkeleti részén, a Fekete-tenger partján található, Mangaliától három kilométerre északra, az Aurora-öböl déli részén. Szomszédos északra Cap Aurora, délre pedig Saturn falvakkal.

## Története
Az üdülőfalut, hasonlóan a többi Mangaliához tartozó településhez, 1972-ben építették.

## Turizmus
Szállodáinak többsége női nevet visel. A számos egy, kettő és három csillagos szálloda mellett két négy csillagos is található, a Hotel Carmen és a Hotel Palace. Tengerpartjának északi része inkább kavicsos és sziklás jellegű, ezért kevésbé látogatott, ellentétben a déli partszakasszal, mely homokos, mesterséges öblökkel tarkított. A teljes partszakasz hossza körülbelül három kilométer, maximális szélessége néhol eléri a 200 métert.

## Külső hivatkozások
- plaja.ro
- romturism.ro